# Ibou Badji
Pour les articles homonymes, voir Badji.
Ibou Dianko Badji, né le 13 octobre 2002 à Dakar au Sénégal, est un joueur sénégalais de basket-ball. Il joue au poste de pivot et mesure 2,13 m.

## Biographie

### Parcours en Europe
Entre 2018 et 2021, il joue au FC Barcelone, d'abord en junior et pour l'équipe B, puis avec le groupe professionnel, ce qui lui permet de jouer quelques minutes en Liga ACB. 
Pour la saison 2021-2022, il est prêté en deuxième division professionnelle espagnole au Força Lleida (en).

### Carrière aux États-Unis
Lors de la draft 2022 de la NBA, il n'est pas sélectionné. Malgré tout, il commence la saison en NBA G League au Herd du Wisconsin.
En novembre 2022, il signe un contrat two-way en faveur des Trail Blazers de Portland en NBA. Son contrat two-way est renouvelé en juillet 2023. Il est coupé en octobre 2023 puis resigné en novembre 2023.

### En sélection
Il a représenté le Sénégal lors des coupes du monde des moins de 19 ans de 2019 et 2021.